# Рубинчик, Юрий Аронович
Юрий Аронович Руби́нчик (10 ноября 1923, Москва — 16 декабря 2012, там же) — советский и российский филолог-иранист, доктор филологических наук, профессор; автор фундаментальных исследований по грамматике и лексикографии персидского языка; главный редактор двухтомного персидско-русского словаря известного как «Словарь Рубинчика».

## Биография
Родился 10 ноября 1923 года в Москве в семье служащих. Окончил среднюю школу с золотой медалью в 1941 году. С началом Великой Отечественной был направлен на работы по обороне Москвы — рыл противотанковые рвы под Ельней. В августе 1941 был призван в Рабоче-крестьянская Красную армию. В октябре и ноябре 1941 года принимал участие в боях в районе подмосковных городов Руза и Истра.
После разгрома фашистов под Москвой, в начале 1942 года рядовой Юрий Рубинчик был зачислен на военный факультет Московского института востоковедения, впоследствии вошедший в Военный институт иностранных языков Красной Армии. У него был выбор изучать любой язык Востока. Многие выбирали турецкий, китайский или хинди. Но, как впоследствии признавался профессор Рубинчик, «интуиция подсказала мне, что надо изучать именно персидский. Иран мне всегда казался очень интересной страной, множеством нитей связанной с историей и культурой России. И я выбрал фарси».
24 июня 1945 года старший лейтенант Рубинчик был участником Парада Победы на Красной площади в составе полка Военного института.

## Научная деятельность
Окончив в 1945 году персидское отделение Военного института иностранных языков с красным дипломом, Ю. А. Рубинчик поступил в адъюнктуру, после окончания которой был приглашён работать преподавателем в этом же институте. В 1953 году он защитил диссертацию по теме «Сложные предложения с придаточными определительными в современном персидском языке», которая в 1959 году была опубликована в виде отдельной монографии. До 1956 г. преподавал на кафедре ближневосточных языков ВИИЯ, в дальнейшем до конца жизни работал научным сотрудником Института востоковедения Академии наук.
Второй монографией Ю. А. Рубинчика стала книга «Современный персидский язык» (1960) из серии «Языки зарубежного Востока и Африки».
Профессор Ю. А. Рубинчик — автор более 150 научных работ, в том числе монографии «Грамматика современного персидского литературного языка» (2001), удостоенной звания «Лучшая книга Института востоковедения РАН» и международной премии имени Аль Фараби (Farabi International Award) по секции «Исследования по Ирану и исламу» (2009); под его редакцией был подготовлен двухтомный персидско-русский словарь (1970), выдержавший несколько изданий в России и в Иране.
Сам Юрий Аронович среди своих самых главных работ называл следующие:
1. «Вводный курс современного персидского языка» (1951), написанный совместно с другим ныне известным иранистом, а тогда совсем молодым учёным и его ровесником Грантом Восканяном;
2. Монография «Сложные предложения с придаточными определительными в современном персидском языке» (1959);
3. Книга «Современный персидский язык» (1960). В 1971 году эта работа с некоторыми изменениями и дополнениями вышла на английском языке;
4. Большой персидско-русский словарь в двух томах (1970). Словарь выдержал три издания в России и несколько раз переиздавался в Иране. В данной работе Ю. А. Рубинчик выступал как научный руководитель группы, главный редактор всего проекта и автор грамматического очерка в приложении;
5. Монография «Основы фразеологии персидского языка» (1981), в этой работе особое внимание уделяется изменениям лексической картины языка после Исламской революции в Иране, арабским и европейским выражениям в персидском языке. Этот капитальный труд написан на основе докторской диссертации Ю. А. Рубинчика;
6. «Лексикография персидского языка» (1991) — работа, посвящённая теории и практике составления персидских словарей;
7. Монография «Грамматика современного персидского литературного языка» (2001), удостоенная премией «Лучшая работа Института востоковедения РАН 2001 года», а также Международной премией имени Аль-Фараби в 2009.

Под руководством профессора Юрия Рубинчика защитили диссертации десятки филологов, многие из которых теперь уже сами стали профессорами и докторами наук.
Юрий Аронович Рубинчик много лет преподавал персидский язык в Институте стран Азии и Африки при МГУ, а также в Московском государственном лингвистическом университете. Участвовал во многих научных симпозиумах, международных конференциях и круглых столах по вопросам иранской филологии. Несколько лет подряд деятельно работал в качестве члена жюри на Олимпиаде по персидскому языку в Москве, проводимой Культурным представительством при Посольстве Ирана в России. Профессор Рубинчик также был одним из учредителей Международного фонда иранистики в Москве.